# Мойзесово
Мойзесово (словац. Mojzesovo) — село, громада округу Нове Замки, Нітранський край. Кадастрова площа громади — 7.49 км².
Населення 1337 осіб (станом на 31 грудня 2019 року).

## Історія
Мойзесово згадується 1273 року.

## Населення
| Рік:            | 1994. | 2004.   | 2014.   | 2024.   |
| --------------- | ----- | ------- | ------- | ------- |
| Кількість осіб: | 1399  | 1374    | 1312    | 1326    |
| Різниця:        |       | -1,78 % | -4,51 % | +1,06 % |

| Рік:            | 2023. | 2024.   |
| --------------- | ----- | ------- |
| Кількість осіб: | 1322  | 1326    |
| Різниця:        |       | +0,30 % |